# The Lucky Guy
Pour plus de détails, voir Fiche technique et Distribution.
The Lucky Guy (行運一條龍, Hang wan yat tiu lung) est une comédie hongkongaise co-écrite et réalisée par Lee Lik-chi et sortie en 1998. 
Elle totalise 27 387 890 HK$ de recettes à Hong Kong.

## Synopsis
Le café « Lucky » est réputé pour ses tartes aux œufs et son thé (à Hong Kong, ce type de lieu s'appelle un cha chaan teng). Le serveur Sui (Stephen Chow), surnommé le « prince des tartes aux œufs », attire beaucoup de filles mais il aime seulement Candy (Sammi Cheng).

## Distribution
- Stephen Chow
- Ng Man-tat
- Eric Kot
- Daniel Chan
- Sammi Cheng
- Kristy Yang
- Shu Qi